# Părva profesionalna futbolna liga 2021-2022
La Părva profesionalna futbolna liga 2021-2022, anche conosciuta come Efbet Liga per ragioni di sponsorizzazione, è stata la 98ª edizione della massima serie del campionato bulgaro di calcio, la 77ª disputata sotto la formula di un campionato di lega, iniziata il 23 luglio 2021 e terminata il 28 maggio 2022. Il Ludogorec, squadra campione in carica, si è riconfermata in questa stagione, vincendo il titolo per l'undicesima volta nella sua storia.

## Stagione

### Novità
Nella stagione precedente sono retrocesse Montana ed Etăr. Il Pirin Blagoevgrad, prima classificata in Vtora liga, è stato promosso in massima serie insieme al Lokomotiv Sofia, seconda classificata.

### Formula
Le 14 squadre partecipanti si affrontano in una prima fase con gare di andata-ritorno, per un totale di 26 giornate. Al termine della prima fase, le prime sei squadre classificate si qualificano per i play-off, in cui si scontrano in gare di sola andata; le squadre classificate dal 7º al 10º posto si qualificano per i play-off di Europa Conference League, dove si affrontano in gare di andata e ritorno, per un totale di ulteriori 6 giornate; infine, le squadre dall'11º al 14º si qualificano per i play-out, scontrandosi tra di loro in gare di andata e ritorno.

Al termine della stagione la squadra campione si qualifica per il primo turno di qualificazione della UEFA Champions League 2022-2023. La squadra classificata al secondo posto si qualifica per il secondo turno di qualificazione della UEFA Europa Conference League 2022-2023. La vincente dei Play-off Europa Conference League affronta la terza classificata nel girone dei Play-off per un ulteriore posto in Europa Conference League. La penultima classificata disputa uno spareggio promozione retrocessione contro la seconda classificata in Vtora Liga. L'ultima classificate nel girone dei play-out retrocede direttamente in Vtora liga.

## Squadre partecipanti
| Club              | Città        | Stadio                         | Stagione precedente    |
| ----------------- | ------------ | ------------------------------ | ---------------------- |
| Arda Kărdžali     | Kărdžali     | Arena Arda                     | 4º posto in PPFL       |
| Beroe             | Stara Zagora | Stadio Beroe                   | 6º posto in PPFL       |
| Botev Plovdiv     | Plovdiv      | Stadio Hristo Botev, Plovdiv   | 10º posto in PPFL      |
| Botev Vraca       | Vraca        | Stadio Hristo Botev, Vraca     | 12º posto in PPFL      |
| Carsko Selo       | Sofia        | Complesso sportivo Carsko Selo | 9º posto in PPFL       |
| Černo More Varna  | Varna        | Stadio Tiča                    | 7º posto in PPFL       |
| CSKA 1948 Sofia   | Sofia        | Stadio nazionale Vasil Levski  | 5º posto in PPFL       |
| CSKA Sofia        | Sofia        | Stadio dell'Esercito bulgaro   | 3º posto in PPFL       |
| Levski Sofia      | Sofia        | Stadio Georgi Asparuhov        | 8º posto in PPFL       |
| Lokomotiv Plovdiv | Plovdiv      | Stadio Lokomotiv, Plovdiv      | 2º posto in PPFL       |
| Lokomotiv Sofia   | Sofia        | Stadio Lokomotiv, Sofia        | 2º posto in Vtora liga |
| Ludogorec         | Razgrad      | Ludogorec Arena                | 1º posto in PPFL       |
| Pirin Blagoevgrad | Blagoevgrad  | Stadio Hristo Botev            | 1º posto in Vtora liga |
| Slavia Sofia      | Sofia        | Stadio Slavia                  | 11º posto in PPFL      |

## Allenatori
| Club              | Allenatore                                                                                               |
| ----------------- | --- |
| Arda Kărdžali     | Nikolaj Kirov (1ª-6ª) Georgi Chilikov (7ª-14ª) Slavko Matić (2ª , 15ª-19ª) Stamen Belčev (20ª-32ª)       |
| Beroe             | Petar Kolev (1ª-19ª) Petar Hubchev (20ª-32ª)                                                             |
| Botev Plovdiv     | Azrudin Valentić                                                                                         |
| Botev Vraca       | Daniel Morales (1ª-24ª) Ivaylo Dimitrov (18ª-28ª) Gennaro Iezzo (18ª-32ª)                                |
| Carsko Selo       | Antoni Zdravkov (1ª-10ª) Ljuboslav Penev (11ª-19ª) Andrea Sassarini (20ª-22ª) Stefano Maccoppi (23ª-32ª) |
| Černo More Varna  | Ilian Iliev                                                                                              |
| CSKA 1948 Sofia   | Todor Kiselichkov (1ª) Miroslav Mindev (2ª-6ª) Nikolaj Kirov (7ª-32ª)                                    |
| CSKA Sofia        | Ljuboslav Penev (1ª) Stoycho Mladenov (2ª-26ª) Alan Pardew (27ª-31ª)                                     |
| Levski Sofia      | Zivko Milanov (1ª-5ª) Todor Simov (6ª) Stanimir Stoilov (7ª-31ª)                                         |
| Lokomotiv Plovdiv | Aleksandăr Tunčev (1ª-25ª) Aleksandăr Tomaš (26ª-32ª)                                                    |
| Lokomotiv Sofia   | Ivan Kolev                                                                                               |
| Ludogorec         | Valdas Dambrauska (1ª-9ª) Stanislav Genčev (10ª-19ª) Ante Šimundža (20ª-31ª)                             |
| Pirin Blagoevgrad | Warren Feeney (1ª-17ª) Radoslav Mitrevski (18ª-32ª)                                                      |
| Slavia Sofia      | Aleksandr Tarchanov                                                                                      |

## Prima fase

### Classifica finale
|  | Pos. | Squadra           | Pt | G  | V  | N | P  | GF | GS | DR  |
|  | ---- | ----------------- | -- | -- | -- | - | -- | -- | -- | --- |
|  | 1.   | Ludogorec         | 64 | 26 | 21 | 1 | 4  | 64 | 23 | +41 |
|  | 2.   | CSKA Sofia        | 52 | 26 | 15 | 7 | 4  | 39 | 25 | +14 |
|  | 3.   | Botev Plovdiv     | 46 | 26 | 13 | 7 | 6  | 34 | 28 | +6  |
|  | 4.   | Černo More Varna  | 45 | 26 | 12 | 9 | 5  | 35 | 18 | +17 |
|  | 5.   | Levski Sofia      | 42 | 26 | 12 | 6 | 8  | 33 | 25 | +8  |
|  | 6.   | Slavia Sofia      | 36 | 26 | 9  | 9 | 8  | 30 | 26 | +4  |
|  | 7.   | Lokomotiv Plovdiv | 34 | 26 | 9  | 7 | 10 | 30 | 35 | -5  |
|  | 8.   | Beroe             | 32 | 26 | 9  | 5 | 12 | 23 | 27 | -4  |
|  | 9.   | CSKA 1948 Sofia   | 30 | 26 | 8  | 6 | 12 | 36 | 37 | -1  |
|  | 10.  | Arda Kărdžali     | 29 | 26 | 7  | 8 | 11 | 27 | 34 | -7  |
|  | 11.  | Pirin Blagoevgrad | 27 | 26 | 7  | 6 | 13 | 34 | 41 | -7  |
|  | 12.  | Lokomotiv Sofia   | 25 | 26 | 6  | 7 | 13 | 22 | 42 | -20 |
|  | 13.  | Botev Vraca       | 22 | 26 | 5  | 7 | 14 | 23 | 48 | -25 |
|  | 14.  | Carsko Selo       | 16 | 26 | 3  | 7 | 16 | 15 | 36 | -21 |

Legenda:
      Ammesse ai Play-off
      Ammesse ai Play-off Europa Conference League
      Ammesse ai Play-out
Regolamento:
Tre punti a vittoria, uno a pareggio, zero a sconfitta.

### Risultati

#### Tabellone
|                   | AKă  | Ber  | BPl  | BVr  | CSe  | ČMV  | C48  | CSK  | Lev  | LPl  | LSo  | Lud  | PBl  | SSo  |
| ----------------- | ---- | ---- | ---- | ---- | ---- | ---- | ---- | ---- | ---- | ---- | ---- | ---- | ---- | ---- |
| Arda Kărdžali     | –––– | 1-0  | 0-2  | 3-2  | 2-0  | 0-3  | 0-0  | 2-2  | 0-0  | 5-1  | 1-1  | 0-4  | 3-0  | 1-1  |
| Beroe             | 1-1  | –––– | 1-1  | 1-0  | 1-0  | 0-2  | 1-0  | 0-0  | 1-1  | 1-0  | 1-0  | 0-1  | 1-1  | 2-1  |
| Botev Plovdiv     | 2-1  | 2-1  | –––– | 2-1  | 2-1  | 0-2  | 3-1  | 2-0  | 3-1  | 2-1  | 2-0  | 1-3  | 2-1  | 1-0  |
| Botev Vraca       | 0-0  | 1-0  | 1-1  | –––– | 0-0  | 0-0  | 0-4  | 2-4  | 2-0  | 0-0  | 2-2  | 1-2  | 0-3  | 2-1  |
| Carsko Selo       | 1-0  | 1-2  | 0-0  | 1-2  | –––– | 0-0  | 0-2  | 1-2  | 0-1  | 0-2  | 2-0  | 1-1  | 1-0  | 2-5  |
| Černo More Varna  | 2-0  | 1-0  | 2-0  | 5-0  | 1-1  | –––– | 2-0  | 0-1  | 1-0  | 0-0  | 1-1  | 1-2  | 1-1  | 1-1  |
| CSKA 1948 Sofia   | 2-3  | 1-0  | 2-2  | 5-1  | 1-0  | 2-3  | –––– | 2-4  | 0-2  | 4-0  | 1-1  | 2-0  | 1-0  | 1-1  |
| CSKA Sofia        | 2-1  | 1-0  | 3-2  | 4-0  | 0-0  | 2-0  | 1-0  | –––– | 2-1  | 1-3  | 2-0  | 1-0  | 1-0  | 1-1  |
| Levski Sofia      | 0-2  | 2-1  | 2-0  | 0-0  | 3-1  | 2-0  | 0-0  | 0-0  | –––– | 2-1  | 1-0  | 2-4  | 3-0  | 1-2  |
| Lokomotiv Plovdiv | 0-0  | 2-0  | 1-1  | 2-4  | 1-0  | 1-1  | 2-1  | 2-0  | 2-2  | –––– | 2-1  | 1-3  | 2-1  | 0-1  |
| Lokomotiv Sofia   | 2-0  | 0-3  | 0-0  | 1-0  | 2-1  | 0-3  | 2-2  | 1-1  | 1-2  | 1-0  | –––– | 2-4  | 2-1  | 1-0  |
| Ludogorec         | 4-1  | 2-0  | 3-0  | 3-1  | 4-0  | 2-0  | 3-0  | 2-0  | 2-1  | 1-0  | 5-0  | –––– | 3-5  | 3-1  |
| Pirin Blagoevgrad | 1-0  | 2-3  | 0-1  | 3-1  | 2-1  | 2-2  | 4-1  | 1-1  | 0-3  | 2-3  | 2-1  | 1-3  | –––– | 0-0  |
| Slavia Sofia      | 1-0  | 3-2  | 0-0  | 1-0  | 0-0  | 0-1  | 2-1  | 2-3  | 0-1  | 1-1  | 3-0  | 1-0  | 1-1  | –––– |

## Seconda fase

### Play-off

#### Classifica finale
|                     | Pos. | Squadra          | Pt | G  | V  | N  | P  | GF | GS | DR  |
| ------------------- | ---- | ---------------- | -- | -- | -- | -- | -- | -- | -- | --- |
| Bulgaria (bandiera) | 1.   | Ludogorec        | 79 | 31 | 26 | 1  | 4  | 77 | 25 | +52 |
|                     | 2.   | CSKA Sofia       | 58 | 31 | 16 | 10 | 5  | 42 | 31 | +11 |
|                     | 3.   | Botev Plovdiv    | 53 | 31 | 15 | 8  | 8  | 38 | 33 | +5  |
|                     | 4.   | Levski Sofia     | 52 | 31 | 15 | 7  | 9  | 38 | 27 | +11 |
|                     | 5.   | Černo More Varna | 47 | 31 | 12 | 11 | 8  | 36 | 22 | +14 |
|                     | 6.   | Slavia Sofia     | 37 | 31 | 9  | 10 | 12 | 35 | 38 | -3  |

Legenda:
      Campione di Bulgaria e ammessa al primo turno di qualificazione della UEFA Champions League 2022-2023
      Ammessa al secondo turno di qualificazione della UEFA Europa Conference League 2022-2023
 Ammessa allo spareggio per l'UEFA Europa Conference League 2022-2023
Regolamento:
Tre punti per la vittoria, uno per il pareggio, zero per la sconfitta.

#### Risultati
|                  | BPl  | ČMV  | CSK  | Lev  | Lud  | SSo  |
| ---------------- | ---- | ---- | ---- | ---- | ---- | ---- |
| Botev Plovdiv    | –––– | 1-0  |      |      | 1-2  | 2-1  |
| Černo More Varna |      | –––– | 0-0  | 0-1  |      |      |
| CSKA Sofia       | 0-0  |      | –––– | 0-0  |      | 3-1  |
| Levski Sofia     | 2-0  |      |      | –––– | 0-1  |      |
| Ludogorec        |      | 1-0  | 5-0  |      | –––– | 4-1  |
| Slavia Sofia     |      | 1-1  |      | 1-2  |      | –––– |

### Play-off Europa Conference League

#### Classifica finale
|  | Pos. | Squadra           | Pt | G  | V  | N  | P  | GF | GS | DR  |
|  | ---- | ----------------- | -- | -- | -- | -- | -- | -- | -- | --- |
|  | 7.   | Beroe             | 41 | 32 | 11 | 8  | 13 | 30 | 33 | -3  |
|  | 8.   | CSKA 1948 Sofia   | 41 | 32 | 11 | 8  | 13 | 51 | 45 | +6  |
|  | 9    | Lokomotiv Plovdiv | 38 | 32 | 9  | 11 | 12 | 36 | 43 | -7  |
|  | 10.  | Arda Kărdžali     | 35 | 32 | 8  | 11 | 13 | 38 | 51 | -13 |

Legenda:
 Ammessa allo spareggio per l'UEFA Europa Conference League 2022-2023
Regolamento:
Tre punti per la vittoria, uno per il pareggio, zero per la sconfitta.

#### Risultati
|                   | AKă  | Ber  | C48  | LPl  |
| ----------------- | ---- | ---- | ---- | ---- |
| Arda Kărdžali     | –––– | 1-0  | 3-6  | 4-4  |
| Beroe             | 2-2  | –––– | 1-0  | 1-0  |
| CSKA 1948 Sofia   | 5-1  | 2-2  | –––– | 1-0  |
| Lokomotiv Plovdiv | 0-0  | 1-1  | 1-1  | –––– |

### Spareggio Europa Conference League
|               | Risultati |       | Luogo e data            |
| ------------- | --------- | ----- | ----------------------- |
| Botev Plovdiv | 2 - 1     | Beroe | Plovdiv, 28 maggio 2022 |

### Play-out

#### Classifica finale
|  | Pos. | Squadra           | Pt | G  | V | N  | P  | GF | GS | DR  |
|  | ---- | ----------------- | -- | -- | - | -- | -- | -- | -- | --- |
|  | 11.  | Lokomotiv Sofia   | 34 | 32 | 8 | 10 | 14 | 27 | 46 | -19 |
|  | 12.  | Pirin Blagoevgrad | 33 | 32 | 9 | 6  | 17 | 40 | 53 | -13 |
|  | 13.  | Botev Vraca       | 28 | 32 | 6 | 10 | 16 | 30 | 55 | -25 |
|  | 14.  | Carsko Selo       | 26 | 32 | 5 | 11 | 16 | 22 | 38 | -16 |

Legenda:
 Ammessa allo Spareggio promozione-retrocessione.
      Retrocessa in Vtora Liga 2022-2023
Regolamento:
Tre punti per la vittoria, uno per il pareggio, zero per la sconfitta.

#### Risultati
|                   | BVr  | CSe  | LSo  | PBI  |
| ----------------- | ---- | ---- | ---- | ---- |
| Botev Vraca       | –––– | 0-0  | 1-1  | 0-1  |
| Carsko Selo       | 1-1  | –––– | 1-1  | 3-0  |
| Lokomotiv Sofia   | 1-0  | 0-0  | –––– | 1-0  |
| Pirin Blagoevgrad | 3-5  | 0-2  | 2-1  | –––– |

### Spareggio promozione-retrocessione
|             | Risultati |      | Luogo e data          |
| ----------- | --------- | ---- | --------------------- |
| Botev Vraca | 3 - 2     | Etăr | Sofia, 27 maggio 2022 |

## Statistiche

### Individuali

#### Classifica marcatori
| Gol |  |  | Giocatore         | Squadra           |
| --- |  |  | ----------------- | ----------------- |
| 17  |  |  | Pieros Sotiriou   | Ludogorec         |
| 16  |  |  | Jordy Caicedo     | CSKA Sofia        |
| 13  |  |  | Ivaylo Chochev    | CSKA 1948 Sofia   |
| 13  |  |  | Dimităr Iliev     | Lokomotiv Plovdiv |
| 12  |  |  | Yevheniy Serdyuk  | Černo More Varna  |
| 10  |  |  | Dorian Babunski   | Botev Vraca       |
| 10  |  |  | Bernard Tekpetey  | Ludogorec         |
| 9   |  |  | Georgi Minčev     | Lokomotiv Plovdiv |
| 9   |  |  | Octávio           | Lokomotiv Sofia   |
| 9   |  |  | Galin Ivanov      | CSKA 1948 Sofia   |
| 9   |  |  | Tonislav Yordanov | Arda Kărdžali     |
| 9   |  |  | Aleksandar Kolev  | CSKA 1948 Sofia   |
| 8   |  |  | Georgi Jomov      | CSKA Sofia        |
| 7   |  |  | Stanislav Manolev | Pirin Blagoevgrad |